# Sobór Trójcy Świętej w Łucku
Sobór Trójcy Świętej  (ukr. Cвято-троїцький кафедральний собор) – sobór katedralny eparchii wołyńskiej autokefalicznego Kościoła Prawosławnego Ukrainy, w Łucku.

## Historia
Świątynia została wzniesiona w miejscu dawnego drewnianego kościoła Świętego Krzyża (pierwsza wzmianka o nim z 1585 r.) ufundowanego według niektórych źródeł przez Stefana Batorego. Grunty obok kościoła kupiła w 1643 r. Agnieszka Paszyńska, żona sędziego ziemskiego Wojciecha Staniszewskiego, ofiarując je zakonowi ojców bernardynów.

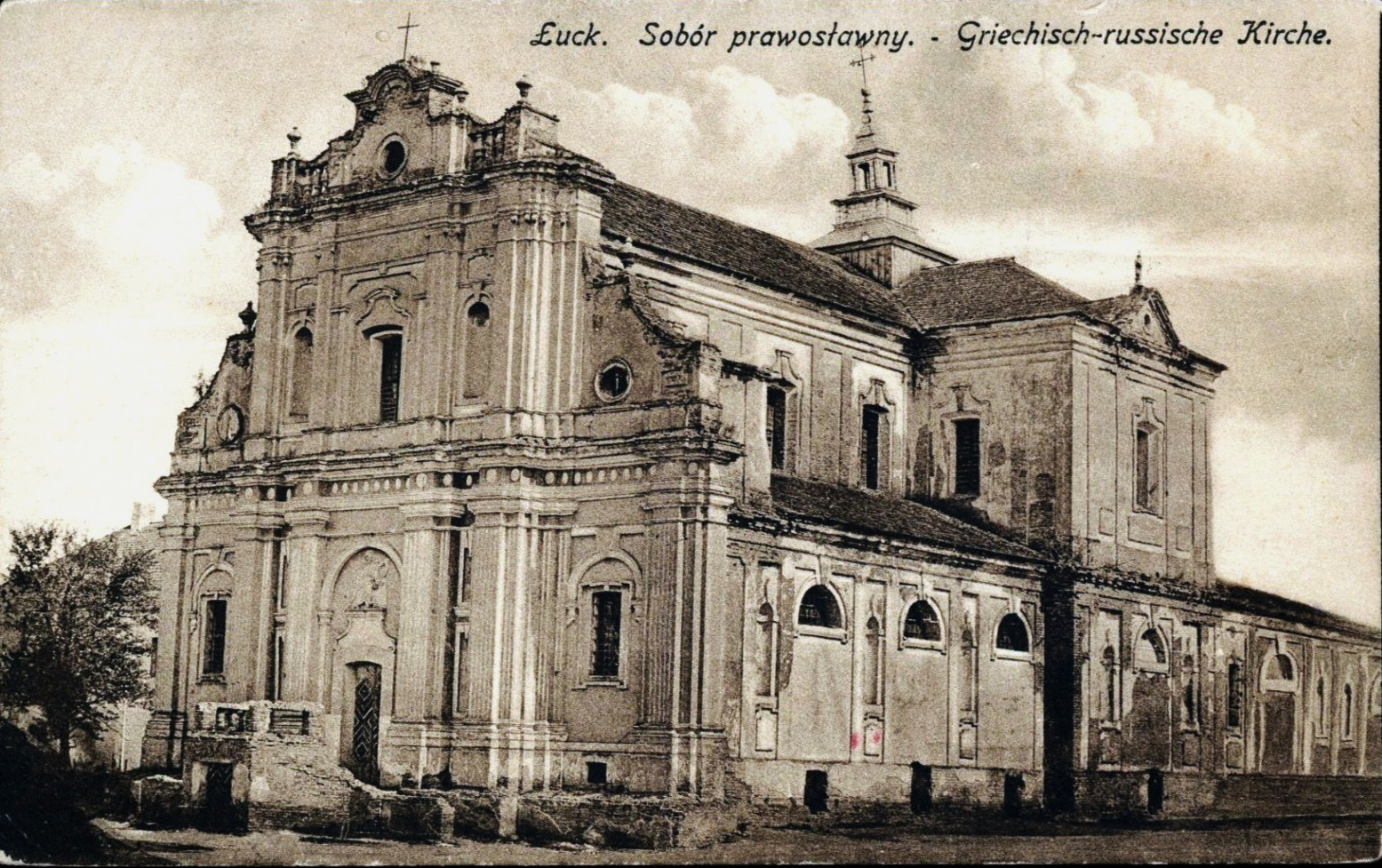
Sobór przed przebudową (pocztówka wyd. w 1916 r.)

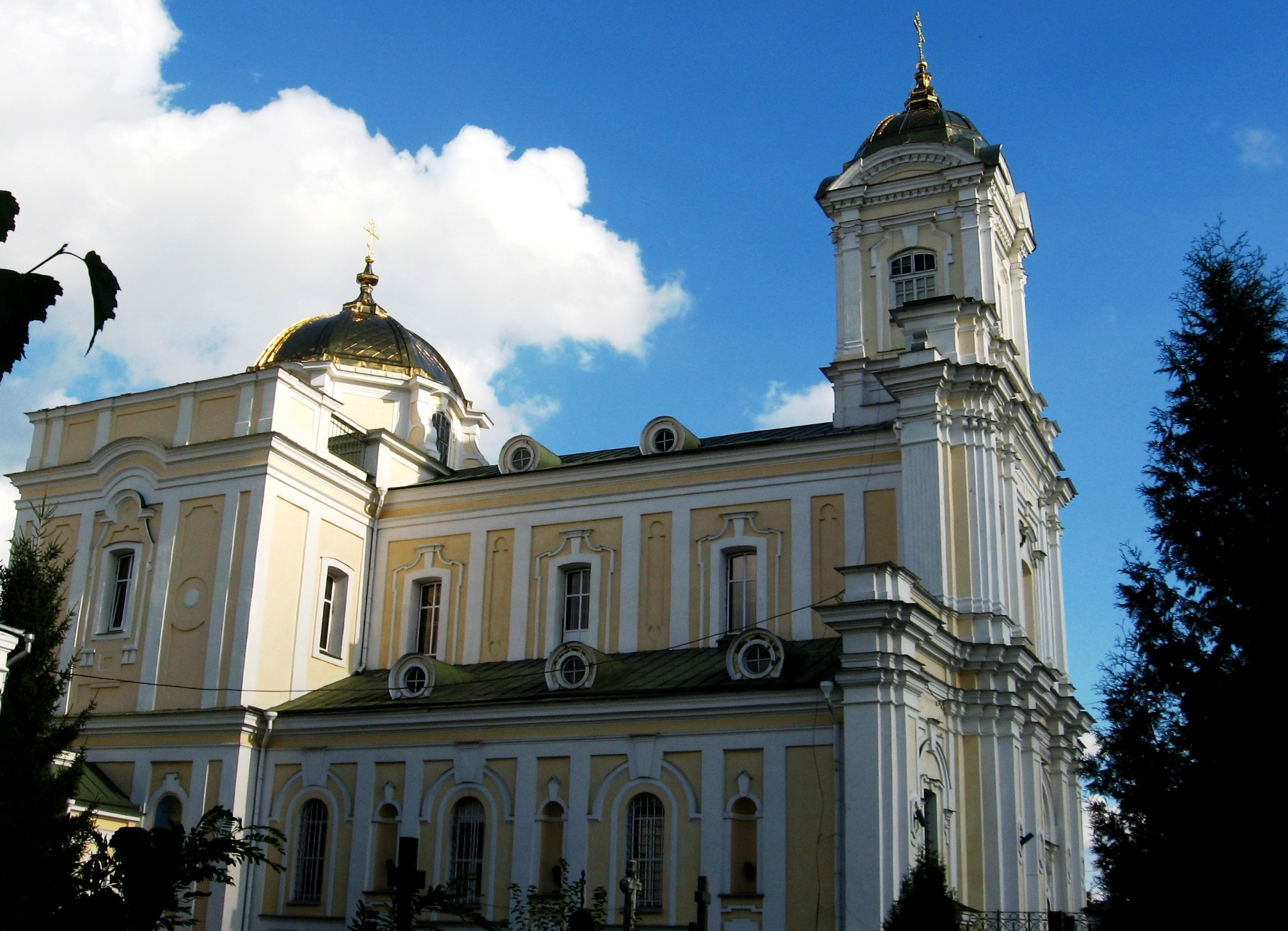
Widok soboru od strony placu Teatralnego

W 1720 r. starosta wileński Karol Radziwiłł założył w miejscu drewnianego klasztoru nowy murowany warowny klasztor na planie podkowy ofiarując 40 tysięcy złotych na klasztor i 16 tysięcy na kościół. W 1737 r. rozpoczęto budowę kościoła według projektu architekta jezuickiego Pawła Giżyckiego. Budowę ukończył kasztelan żytomierski Stanisław Pruszyński. Na początku XIX wieku w klasztorze mieściła się rezydencja rzymskokatolickiego biskupa Kacpra Kazimierza Cieciszowskiego. Klasztor prezentował się wtedy tak okazale, że w czasie swych pobytów w Łucku kwaterował tu kilkakrotnie rosyjski car Aleksander I Romanow.
Klasztor bernardynów został skasowany w 1853 r. Kościół pozostał czynny jako parafialny i był czynny jeszcze do 1867 r., kiedy to zamieniono go na cerkiew prawosławną, początkowo wojskową, następnie zaś na sobór, usuwając dawne wyposażenie katolickie. Po kasacie klasztoru mieściło się w nim więzienie, następnie siedziba magistratu i gimnazjum.
Sobór został poświęcony w obrządku prawosławnym 4 września 1880 r.
W okresie międzywojennym w klasztorze mieściła się biblioteka publiczna oraz Wołyński Urząd Wojewódzki.
Po wojnie w klasztorze urzędował komisariat milicji, śledczy wydział NKWD. W późniejszych latach mieścił się tutaj historyczny wydział Instytutu Pedagogicznego oraz Wołyńskie seminarium duchowne, zamknięte w 1964 r.
Od 1992 r. sobór pełnił funkcję cerkwi katedralnej Ukraińskiego Kościoła Prawosławnego Patriarchatu Kijowskiego. Obecnie gmach klasztorny zajmuje odnowione seminarium duchowne, żeński klasztor św. Bazylego, sklep z dewocjonaliami oraz instytucje świeckie – biblioteka, studio fotograficzne i inne.
Na mocy wyroku sądowego sobór miał zostać przekazany strukturom eparchii wołyńskiej Patriarchatu Moskiewskiego. Ta jednak nie podjęła żadnych starań w kierunku wcielenia wyroku w życie.
Od 2018 r. świątynia należy do Kościoła Prawosławnego Ukrainy.

## Architektura

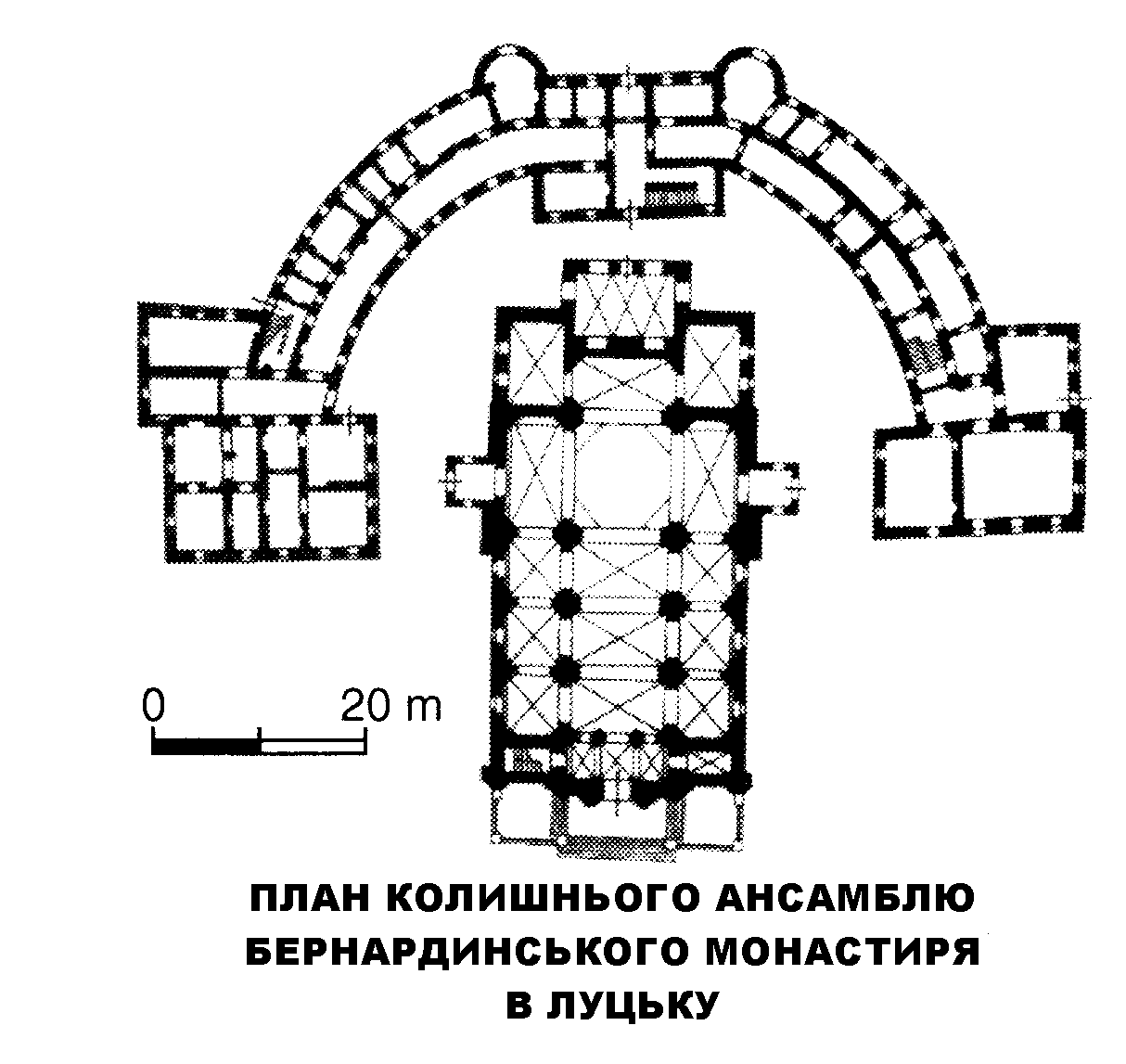
Rzut soboru i klasztoru

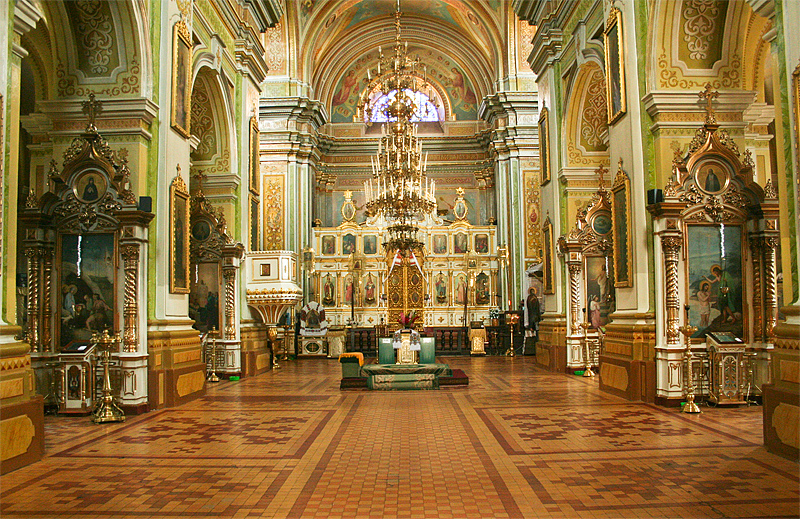
Nawa główna soboru

Sobór jest trójnawową bazyliką z transeptem i prostokątnie zamkniętym prezbiterium z dwiema zakrystiami. Podczas przebudowy dodano czworoboczną wieżę w fasadzie i kopułę nad skrzyżowaniem naw. Rozebrano też spływy wolutowe, a przy bocznych wejściach dobudowano przedsionki. Elewacje zachowały elementy pierwotnego wystroju: pilastry, lizeny, rozbudowane gzymsy i belkowania, prostokątne i półkoliście zamknięte wnęki. Wnętrze jest nakryte sklepieniami krzyżowymi.
Najcenniejszym zabytkiem obecnego wyposażenia jest XVII-wieczny pozłacany dębowy dwurzędowy ikonostas w stylu pseudorosyjskim, przeniesiony z cerkwi Podwyższenia Krzyża Św. (Brackiej) na Starym Mieście w Łucku. Centralnym punktem ikonostasu są ażurowe królewskie wrota, na których znalazły się ikony Zwiastowania i czterech Ewangelistów. Po obydwu stronach wrót tradycyjnie rozmieszczone zostały postacie Chrystusa i Matki Bożej oraz ikony Chrystusa – Nauczyciela, Bogurodzicy Hodigitrii, św. Olgi i św. Włodzimierza, świętych Cyryla i Metodego. Wśród najbardziej cennych ikon świątyni wymienia się również ikonę Soboru Świętych Ruskich i Podwyższenia Krzyża Świętego z XIX w. Przed soborem, od strony placu, znajduje się murowana brama z 1904 r. z dwiema furtami, a obok niej niewielki cmentarz, pozostałość dawnego cmentarza bernardyńskiego.
W dzwonnicy soboru Świętej Trójcy zawieszono 9 dzwonów. Najstarszy odlany w 1820 r. Najcięższy dzwon o wadze 2,5 t odlany w Moskwie w 1890 r. Największy z nich pochodzi z 1907 r.
Dwukondygnacyjny budynek klasztoru bernardynów zwraca uwagę oryginalnym założeniem na planie półkola otaczającego prezbiterium świątyni. W centralnej części widoczne są dwa półcylindryczne ryzality. Półkoliste skrzydła są zakończone prostokątnymi pawilonami. W niektórych pomieszczeniach zachowały się sklepienia krzyżowe.

## Fotogaleria

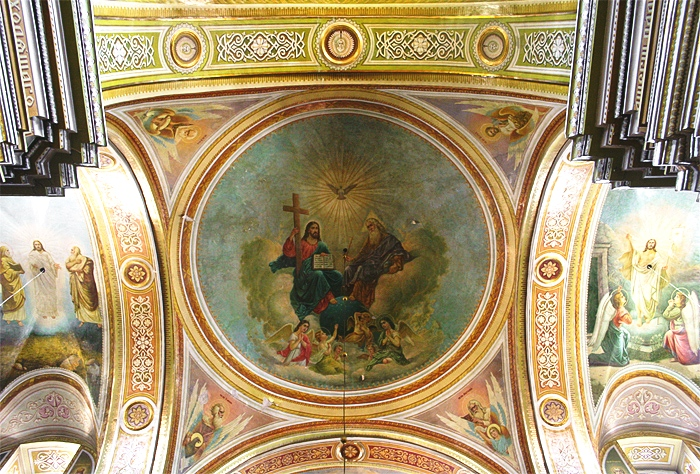
Polichromia kopuły
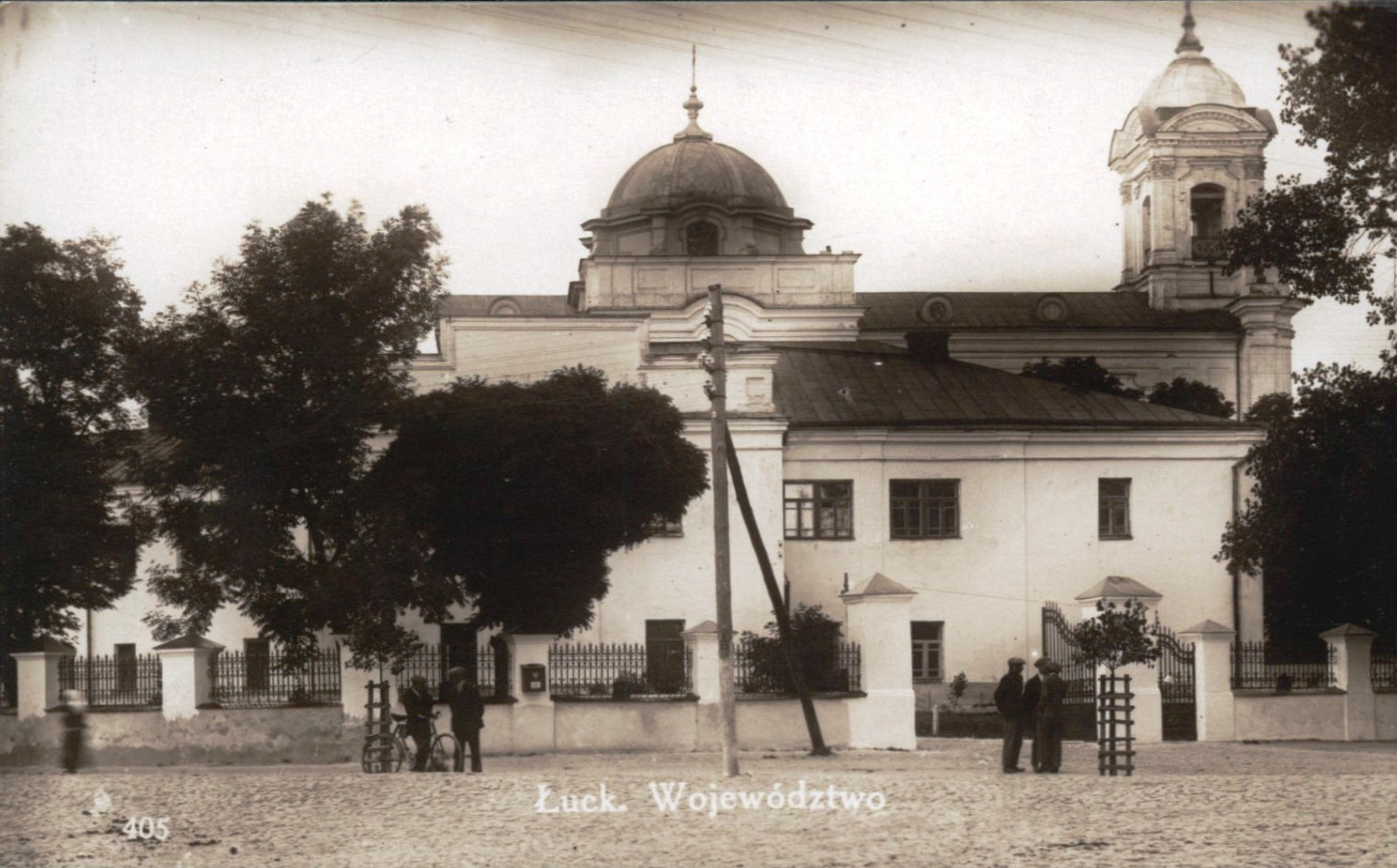
Wołyński Urząd Wojewódzki (pocztówka z okresu międzywojennego)
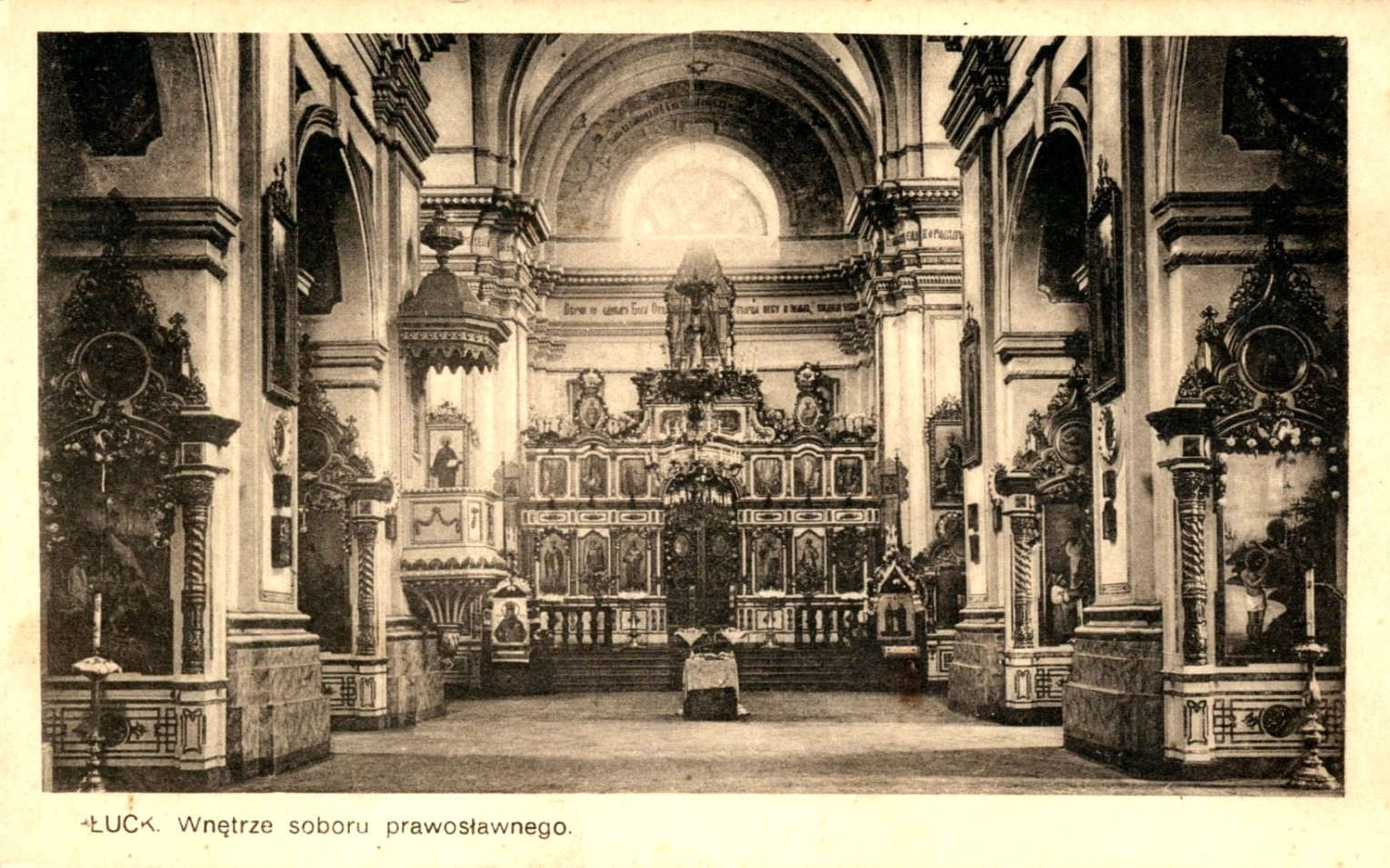
Wnętrze soboru (pocztówka z okresu międzywojennego)
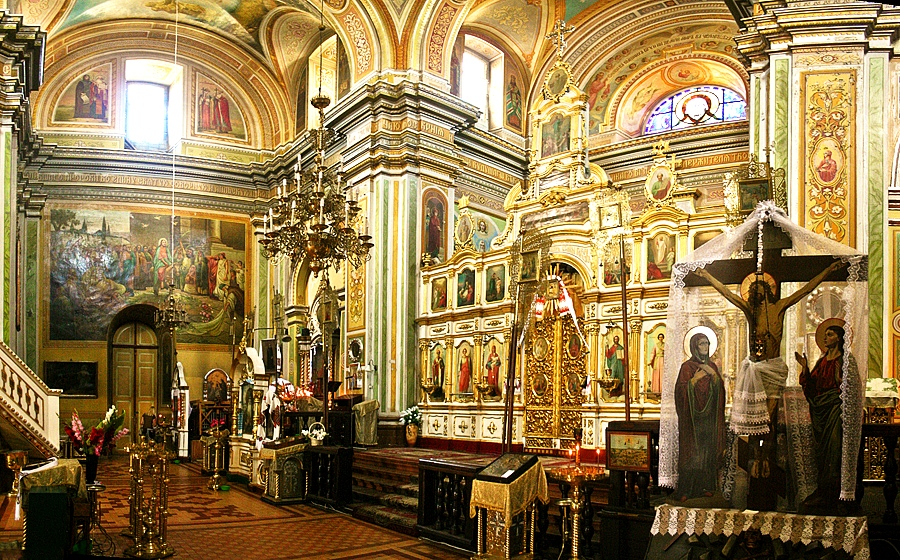
Ikonostas
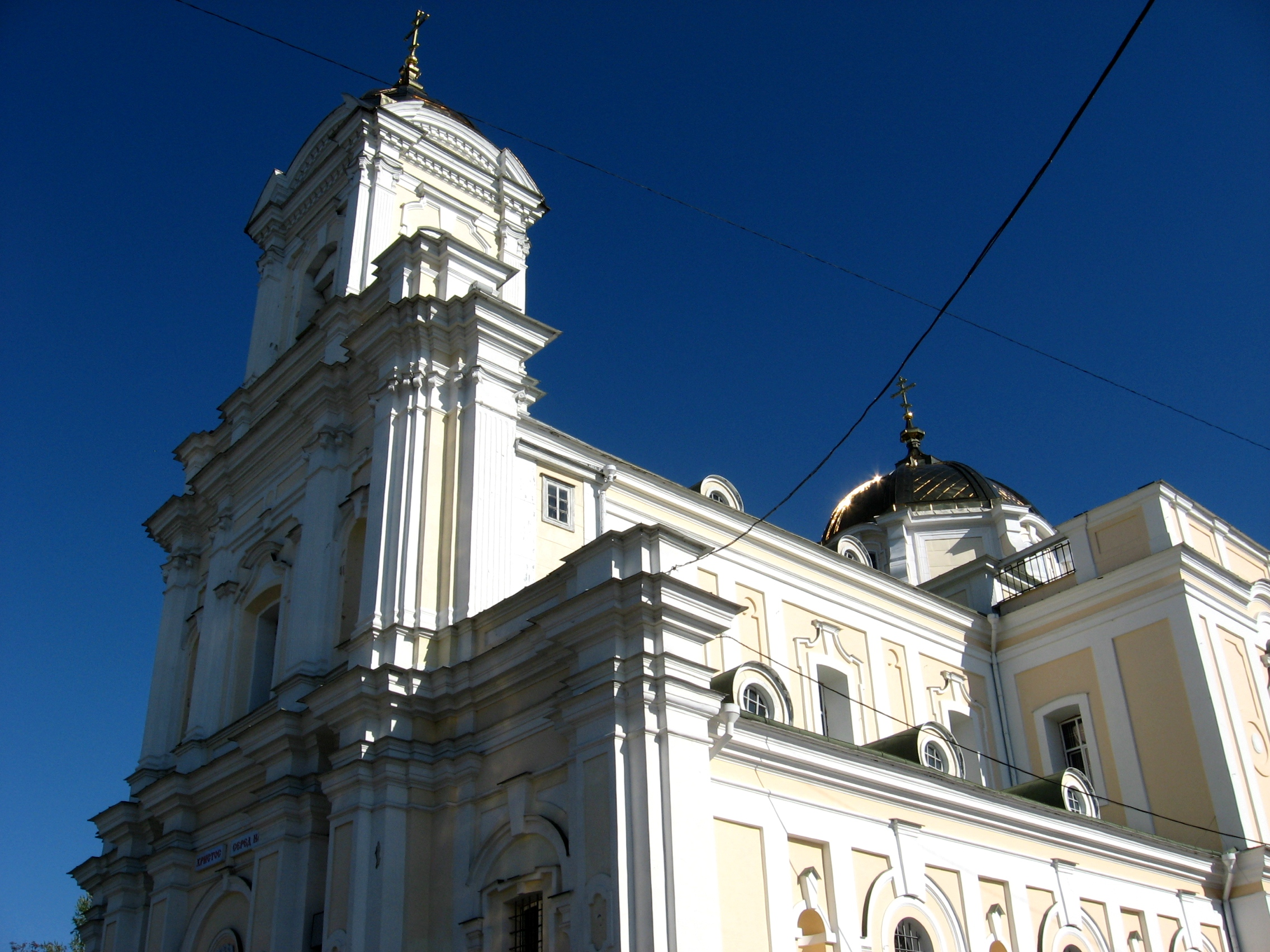
Widok na dzwonnicę
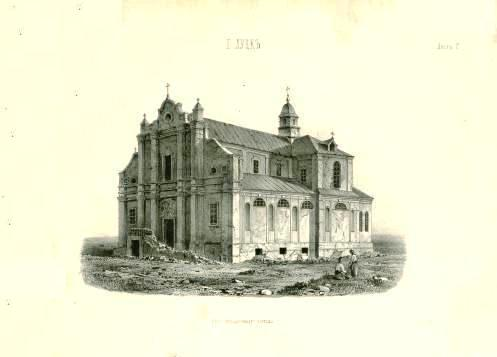
Kościół bernardynów przed przebudową (rys. P. Batiuszkowa)
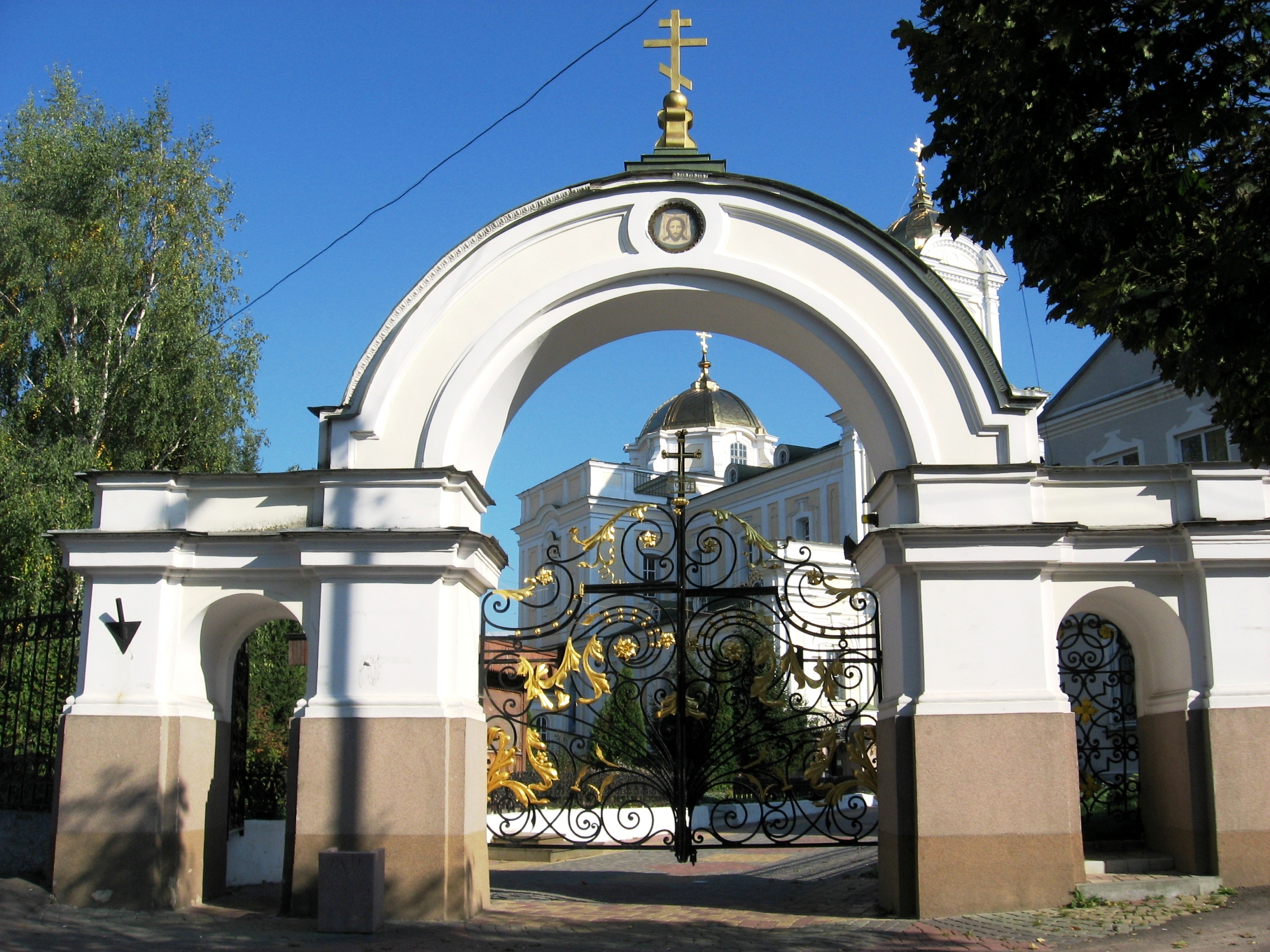
Brama